# Karlstads stift
Karlstads stift (latin: Dioecesis Karlstadensis) är ett stift inom Svenska kyrkan. Stiftet omfattar dels landskapet Värmland utom Södra Råda, dels landskapet Dalsland utom Valbo-Ryr och Djupedalen. 
Dessutom ingår i stiftet Degerfors-Nysunds församling som delvis ligger i Närke i Degerfors kommun, söder om Karlskoga. 
Övriga Närke hör till Strängnäs stift. 
Stiftsstad är Karlstad. Stiftet har sex kontrakt och 85 församlingar (2014).
Biskop för Karlstads stift är Sören Dalevi som vigdes till biskop 2016.

## Historia
Stiftet kom till när den 1581 upprättade superintendenturen i Mariestad 1647 flyttades till Karlstad. 1772 fick superintendenten titeln biskop.
I stort sett fick stiftet sin nuvarande omfattning 1693 då norra Bohuslän efter en kort period i stiftet (efter införlivningen i riket 1658) lades till Göteborgs stift. Därefter har endast smärre förändringar skett, nämligen 1968 då nämnda Valbo-Ryrs församling överfördes till Foss pastorat i Göteborgs stift, liksom 1971 när Södra Råda församling fördes till Skara stift.
Under 1970-talet överfördes även en del av Frändefors församling till Vänersborgs församling i samband med att stadsdelen Katrinedal byggdes.

## Kontrakt
Stiftet har sedan 1 april 2015 sex kontrakt enligt följande:
- Domprosteriet
- Östra Värmlands kontrakt
- Norra Värmlands kontrakt
- Södra Värmlands kontrakt
- Västra Värmlands kontrakt
- Dalslands kontrakt

## Superintendenter och biskopar

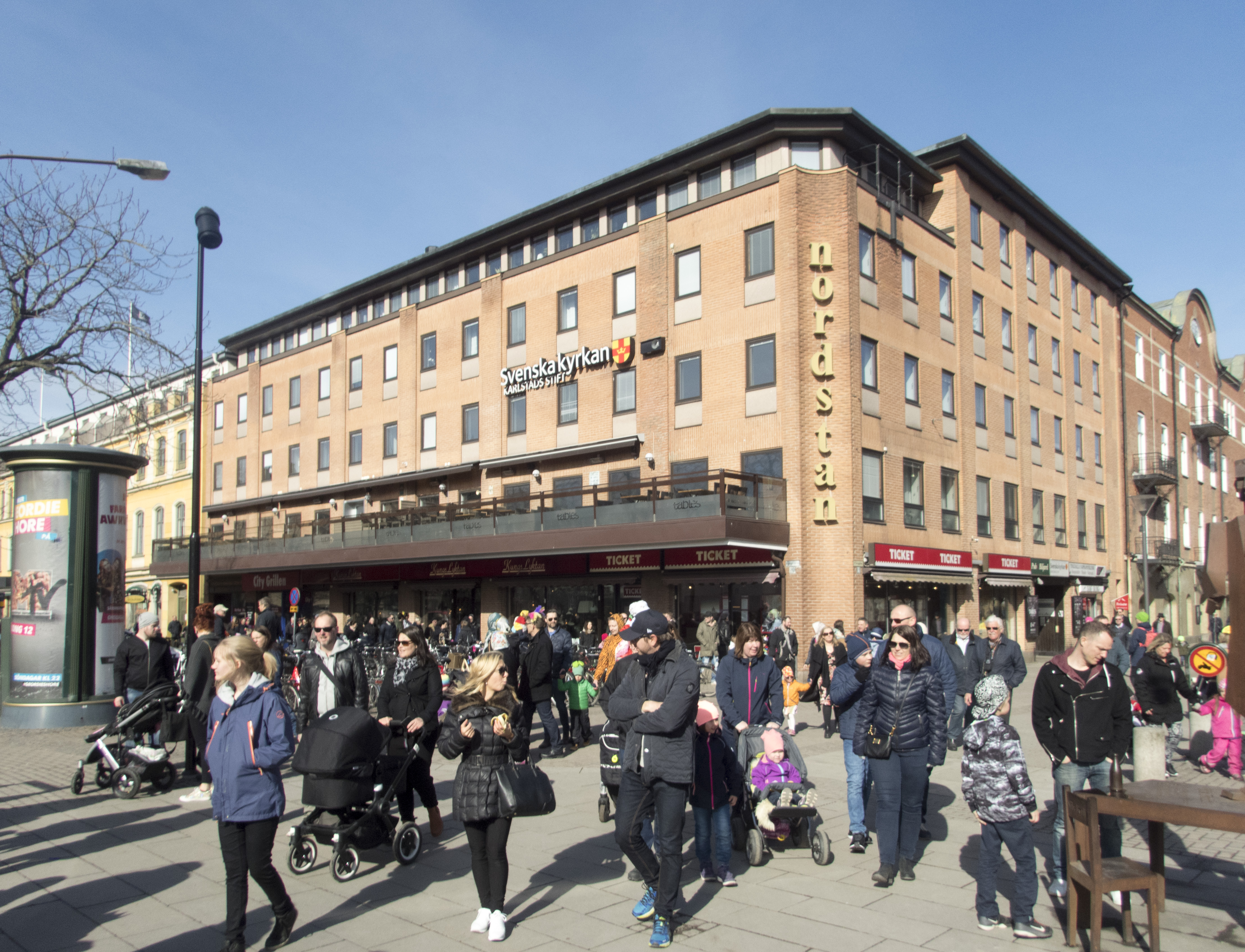
Stiftshuset i Karlstad

Följande är en lista över superintendenter och biskopar i Karlstads stift:

### Superintendenter
| Ämbetstid | Namn                                         | Levnadstid | Övrigt                     |
| --------- | -------------------------------------------- | ---------- | -------------------------- |
| 1647–1666 | Sveno Benedicti Elfdalius (Camoenius)        | 1588–1666  |                            |
| 1666–1673 | Andreas Birgeri Kilander                     | död 1673   |                            |
| 1673      | Jonas Johannis Scarinius                     | 1617–1687  |                            |
| 1673–1693 | Erlandus Svenonis Broman                     | 1632–1693  |                            |
| 1693–1704 | Benedictus Svenonis Camoenius (eller Caméen) | 1635–1704  |                            |
| 1706–1707 | Jonas Laurentii Arnell                       | 1642–1707  |                            |
| 1709–1717 | Torsten Rudeen                               | 1661–1729  |                            |
| 1717–1718 | Daniel Norlindh                              | 1662–1728  |                            |
| 1718–1722 | Ingemund Bröms                               | 1669–1722  |                            |
| 1723–1731 | Johannes Steuchius                           | 1676–1742  |                            |
| 1731–1740 | Magnus Aurivillius                           | 1673–1740  |                            |
| 1742–1769 | Nils Lagerlöf                                | 1688–1769  |                            |
| 1771–1772 | Georg (Jöran) Claes Schröder                 | 1713–1773  | Från 1772 titulerad biskop |

### Biskopar
| Ämbetstid | Namn                         | Levnadstid | Övrigt                     |
| --------- | ---------------------------- | ---------- | -------------------------- |
| 1772–1773 | Georg (Jöran) Claes Schröder | 1713–1773  | Från 1772 titulerad biskop |
| 1775–1787 | Daniel Henrik Herweghr       | 1720–1787  |                            |
| 1789–1802 | Herman Schröderheim          | 1749–1802  |                            |
| 1805–1829 | Olof Bjurbäck                | 1750–1829  |                            |
| 1830–1836 | Johan Jacob Hedrén           | 1775–1861  |                            |
| 1836–1859 | Carl Adolph Agardh           | 1785–1859  |                            |
| 1859–1863 | Johan Anton Millén           | 1811–1863  |                            |
| 1864–1870 | Anton Niklas Sundberg        | 1818–1900  |                            |
| 1872–1906 | Claes Herman Rundgren        | 1819–1906  |                            |
| 1907–1938 | Johan Alfred Eklund          | 1863–1945  |                            |
| 1938–1957 | Arvid Runestam               | 1887–1962  |                            |
| 1957–1976 | Gert Borgenstierna           | 1911–1989  |                            |
| 1976–1986 | Sven Ingebrand               | 1920–2004  |                            |
| 1986–2002 | Bengt Wadensjö               | 1937–      |                            |
| 2002–2016 | Esbjörn Hagberg              | 1950–      |                            |
| 2016–     | Sören Dalevi                 | 1969–      |                            |